# Novofedorivka, Hola Prîstan
Novofedorivka (în ucraineană Новофедорівка) este localitatea de reședință a comunei Novofedorivka din raionul Hola Prîstan, regiunea Herson, Ucraina.

## Demografie
Componența lingvistică a localității Novofedorivka
     Ucraineană (90,44%)
     Rusă (9,04%)
     Alte limbi (0,41%)
Conform recensământului din 2001, majoritatea populației localității Novofedorivka era vorbitoare de ucraineană (90,44%), existând în minoritate și vorbitori de rusă (9,04%).